# Körslaget 2009
Körslaget 2009 var den tredje säsongen av TV4:s underhållningsprogram Körslaget och startade 3 oktober 2009. Programledare är precis som tidigare Gry Forssell. Vinnare blev Ola Svensson.  Det var den första säsongen som sänds i TV4 HD.

## Tävlande
- Rodrigo Pencheff med en kör från Rinkeby. Färg: Röd
- Caroline af Ugglas med en kör från Upplands-Bro. Färg: Orange
- Stefan Nykvist med en kör från Älvdalen. Färg: Rosa
- Ola Svensson med en kör från Lund. Färg: Lila
- Andreas Lundstedt med en kör från Uppsala. Färg: Silver
- Amy Diamond med en kör från Jönköping. Färg: Guld
- Roger Pontare med en kör från Lycksele. Färg: Blå

### Program 1
Sändes den 3 oktober 2009
1. Team Andreas - Disco Inferno (The Trammps)
2. Team Amy - Baby Goodbye (EMD)
3. Team Stefan - Jag ringer på fredag (Sven Ingvars)
4. Team Caroline - The Ketchup Song (Las Ketchup)
5. Team Ola - Viva la Vida (Coldplay)
6. Team Rigo - I Know You Want Me (Pitbull)
7. Team Pontare - Pride, In the Name of Love (U2)

#### Resultat
Listar nedan de 3 körer som erhöll flest antal tittarröster.

Observera att ingen kör tvingades lämna programmet i detta första program.
| Flest antal tittarröster |          |              |
| Team Stefan              | Team Amy | Team Pontare |

### Program 2
Sändes den 10 oktober 2009
1. Team Pontare - Go West (Village People/Petshop Boys)
2. Team Rigo - La bamba (Ritchie Valens)
3. Team Amy - Fairytale (Alexander Rybak)
4. Team Ola - New York, New York (Frank Sinatra)
5. Team Andreas - Poker Face (Lady Gaga)
6. Team Caroline - 800 grader (Ebba Grön)
7. Team Stefan - Inget stoppar oss nu (Black Jack)

#### Resultat
Listar nedan de 2 körer som erhöll minst antal tittarröster.

Den av dessa två körer som är markerad med mörkgrå färg är den kör som efter detta moment tvingats lämna programmet.
| Lägst antal tittarröster |          |
| Team Andreas             | Team Amy |

### Program 3
Sändes den 17 oktober 2009
1. Team Stefan - Sweet Child o' Mine (Guns 'n' Roses)
2. Team Caroline - Snälla, snälla (Caroline af Ugglas)
3. Team Ola - Natalie (Ola Svensson)
4. Team Rigo - I Got U (Rigo and the Topaz sound feat. Red Fox)
5. Team Pontare - När vindarna viskar mitt namn (Roger Pontare)
6. Team Amy - Thank You (Amy Diamond)

#### Resultat
Listar nedan de 2 körer som erhöll minst antal tittarröster.

Den av dessa två körer som är markerad med mörkgrå färg är den kör som efter detta moment tvingats lämna programmet.
| Lägst antal tittarröster |          |
| Team Rigo                | Team Amy |

### Program 4
Sändes den 24 oktober 2009. Andra låten betämdes av besökarna på TV4:s hemsida.

Låt 1:
1. Team Amy - Walking on Sunshine (Katrina and the Waves)
2. Team Stefan - Gråt inga tårar (Thorleifs)
3. Team Ola - Angels (Robbie Williams)
4. Team Caroline - Should I Stay or Should I Go (Clash)
5. Team Pontare - I get around (Beach Boys)

Låt 2:
1. Team Amy - Money money (Abba)
2. Team Stefan - Hooked on a feeling (Björn Skifs)
3. Team Ola - It's raining men (The Weather Girls)
4. Team Caroline - Dont worry be happy (Bobby McFerrin)
5. Team Pontare - We will rock you (Queen)

#### Resultat
Listar nedan de 2 körer som erhöll minst antal tittarröster.

Den av dessa två körer som är markerad med mörkgrå färg är den kör som efter detta moment tvingats lämna programmet.
| Lägst antal tittarröster |             |
| Team Caroline            | Team Stefan |

### Program 5
Sändes den 31 oktober 2009
Låt 1:
1. Team Pontare - Hot, hot, hot (Buster Pointdexter/The Cure)
2. Team Stefan - Du är min man (Helen Sjöholm)
3. Team Amy - Higher and higher (Jackie Wilson)
4. Team Ola - As long as you love me (Backstreet Boys)

Låt 2:
1. Team Pontare - Take My Breath Away (Top Gun)
2. Team Stefan - You never can tell (Pulp Fiction)
3. Team Amy - What a feeling (Flashdance)
4. Team Ola - Lady Marmalade (Moulin Rouge)

#### Resultat
Listar nedan de 2 körer som erhöll minst antal tittarröster.

Den av dessa två körer som är markerad med mörkgrå färg är den kör som efter detta moment tvingats lämna programmet.
| Lägst antal tittarröster |          |
| Team Amy                 | Team Ola |

### Program 6
Sändes den 7 november 2009
Låt 1:
1. Team Stefan - Det börjar verka kärlek banne mig (Claes-Göran Hederström)
2. Team Ola - When you say nothing at all (Ronan Keating)
3. Team Pontare - Uptown girl (Billy Joel/Westlife)

Låt 2:
1. Team Stefan - Enter sandman (Metallica)
2. Team Ola - Leende guldbruna ögon (Vikingarna)
3. Team Pontare - I kissed a girl (Katy Perry)

#### Resultat
Listar nedan de 2 körer som erhöll minst antal tittarröster.

Den av dessa två körer som är markerad med mörkgrå färg är den kör som efter detta moment tvingats lämna programmet.
| Lägst antal tittarröster |          |
| Team Pontare             | Team Ola |

### Program 7 - finalen
Sändes den 14 november 2009
Team Stefan:
1. Eloise (Arvingarna)
2. Enter sandman (Metallica)
3. Caruso (Pavarotti/Paul Potts)

Team Ola:
1. All by myself  (Celine Dion)
2. It's raining men (Weather Girls)
3. Caruso (Pavarotti/Paul Potts)

Duell:
1. Bumble Bee

#### Resultat
Listar nedan den kör som erhöll flest antal tittarröster och därmed vann Körslaget 2009.
| Vinnaren |
| Team Ola |